# José María Arguedas
José María Arguedas Altamirano (Andahuaylas, 18 januari 1911 – Lima, 2 december 1969) was een Peruviaans schrijver, journalist en krantenuitgever.